# 恋愛小説3 〜You & Me
『恋愛小説3 〜You & Me』（れんあいしょうせつスリー ユー・アンド・ミー）は、原田知世5枚目のカバー・アルバム。2020年10月14日にUniversal Musicのジャズレーベル ″VERVE″ から発売された。同年12月16日にはアナログ盤がリリースされた。規格品番は、初回限定盤:UCCJ-9224、通常盤:UCCJ-2182、LPレコード:UCJJ-9028。

## 概要
帯コピー：″いつかどこかで、あなたと一緒に歌えたら。短編小説の主人公を演じるように歌う、ラヴ・ソング・カヴァー・アルバム第3弾。″
『L'Heure Bleue』以来約2年ぶりのリリースとなるアルバム。『恋愛小説2 -若葉のころ』『音楽と私』など以前に発売されたカバーアルバムと同様に、今作のプロデュースと楽曲のアレンジもギタリスト・作曲家の伊藤ゴローが担当している。原田自身が好む1970～90年代のソングライターたちの名曲を中心にカヴァーしており、細野晴臣、大貫妙子、小山田圭吾、土岐麻子らをゲスト・ヴォーカルに迎えたデュエット曲も収録されている。
オリコン・アルバムチャートでは週間16位を記録。初回限定盤、通常盤、アナログ盤でそれぞれジャケット写真のカットが異なっている。初回限定盤のみCD+DVDの2枚組となっており、2019年に発表され映画『すみっコぐらし とびだす絵本とひみつのコ』の主題歌として使用された「冬のこもりうた」の英語詞ヴァージョン「Winter Lullaby」が追加収録されたほか、ボーナスDVDにはナイアガラ・トライアングル「A面で恋をして」のカバーと「A Doodlin' Song」(細野晴臣とのデュエット曲)のミュージック・ビデオが収録されている。「Doodlin' Song」の動画は、イラストレーター・映像作家の影山紗和子が手掛けたアニメーション作品となっており、原田と細野を思わせるキャラクターが、ダンスやマジックを披露する作品となっている。
同年11月18日には、収録曲から「A面で恋をして」と「A Doodlin' Song」の2曲をリカットした7インチ・シングルレコードが発売された。
2023年10月25日にはSACD仕様でリリースされた。

## 収録曲

### 初回限定盤
| 全編曲: 伊藤ゴロー。 |                                         |                            |                  |      |
| #                    | タイトル                                | 作詞                       | 作曲             | 時間 |
| 1.                   | 「A面で恋をして」                       | 松本隆                     | 大瀧詠一         | 3:13 |
| 2.                   | 「ベジタブル」(duet with 大貫妙子)      | 大貫妙子                   | 大貫妙子         | 4:24 |
| 3.                   | 「小麦色のマーメイド」                  | 松本隆                     | 呉田軽穂         | 3:55 |
| 4.                   | 「二人の果て」(duet with 小山田圭吾)    | 大貫妙子                   | 坂本龍一         | 4:55 |
| 5.                   | 「新しいシャツ」                        | 大貫妙子                   | 大貫妙子         | 4:10 |
| 6.                   | 「A Doodlin' Song」(duet with 細野晴臣) | キャロリン・リー           | サイ・コールマン | 2:48 |
| 7.                   | 「花咲く旅路」                          | 桑田佳祐                   | 桑田佳祐         | 4:05 |
| 8.                   | 「ping-pong」(duet with 土岐麻子)       | 土岐麻子                   | 伊藤ゴロー       | 4:04 |
| 9.                   | 「ユー・メイ・ドリーム」                | 柴山俊之、クリス・モズデル | 鮎川誠、細野晴臣 | 3:43 |
| 10.                  | 「あなたから遠くへ」                    | 金延幸子                   | 金延幸子         | 3:49 |

| #         | タイトル           | 作詞                        | 作曲       | 時間  |
| --------- | ------------------ | --------------------------- | ---------- | ----- |
| 11.       | 「Winter Lullaby」 | 高橋久美子 英語詞: 青芝和行 | 伊藤ゴロー | 4:44  |
| 合計時間: | 合計時間:          | 合計時間:                   | 合計時間:  | 43:56 |

| #  | タイトル                         | 作詞 | 作曲・編曲 | 時間 |
| -- | -------------------------------- | ---- | ---------- | ---- |
| 1. | 「A面で恋をして」(Music video)   |      |            | 3:12 |
| 2. | 「A Doodlin' Song」(Music video) |      |            | 1:58 |

### 通常盤 / SACD
| 全編曲: 伊藤ゴロー。 |                                         |                            |                  |       |
| #                    | タイトル                                | 作詞                       | 作曲             | 時間  |
| 1.                   | 「A面で恋をして」                       | 松本隆                     | 大瀧詠一         | 3:13  |
| 2.                   | 「ベジタブル」(duet with 大貫妙子)      | 大貫妙子                   | 大貫妙子         | 4:24  |
| 3.                   | 「小麦色のマーメイド」                  | 松本隆                     | 呉田軽穂         | 3:55  |
| 4.                   | 「二人の果て」(duet with 小山田圭吾)    | 大貫妙子                   | 坂本龍一         | 4:55  |
| 5.                   | 「新しいシャツ」                        | 大貫妙子                   | 大貫妙子         | 4:10  |
| 6.                   | 「A Doodlin' Song」(duet with 細野晴臣) | キャロリン・リー           | サイ・コールマン | 2:48  |
| 7.                   | 「花咲く旅路」                          | 桑田佳祐                   | 桑田佳祐         | 4:05  |
| 8.                   | 「ping-pong」(duet with 土岐麻子)       | 土岐麻子                   | 伊藤ゴロー       | 4:04  |
| 9.                   | 「ユー・メイ・ドリーム」                | 柴山俊之、クリス・モズデル | 鮎川誠、細野晴臣 | 3:43  |
| 10.                  | 「あなたから遠くへ」                    | 金延幸子                   | 金延幸子         | 3:49  |
| 合計時間:            | 合計時間:                               | 合計時間:                  | 合計時間:        | 39:10 |

### LPレコード
| 全編曲: 伊藤ゴロー。 |                                      |          |          |      |
| #                    | タイトル                             | 作詞     | 作曲     | 時間 |
| 1.                   | 「A面で恋をして」                    | 松本隆   | 大瀧詠一 | 3:13 |
| 2.                   | 「ベジタブル」(duet with 大貫妙子)   | 大貫妙子 | 大貫妙子 | 4:24 |
| 3.                   | 「小麦色のマーメイド」               | 松本隆   | 呉田軽穂 | 3:55 |
| 4.                   | 「二人の果て」(duet with 小山田圭吾) | 大貫妙子 | 坂本龍一 | 4:55 |
| 5.                   | 「新しいシャツ」                     | 大貫妙子 | 大貫妙子 | 4:10 |

| 全編曲: 伊藤ゴロー。 |                                         |                            |                  |      |
| #                    | タイトル                                | 作詞                       | 作曲             | 時間 |
| 1.                   | 「A Doodlin' Song」(duet with 細野晴臣) | キャロリン・リー           | サイ・コールマン | 2:48 |
| 2.                   | 「花咲く旅路」                          | 桑田佳祐                   | 桑田佳祐         | 4:05 |
| 3.                   | 「ping-pong」(duet with 土岐麻子)       | 土岐麻子                   | 伊藤ゴロー       | 4:04 |
| 4.                   | 「ユー・メイ・ドリーム」                | 柴山俊之、クリス・モズデル | 鮎川誠、細野晴臣 | 3:43 |
| 5.                   | 「あなたから遠くへ」                    | 金延幸子                   | 金延幸子         | 3:49 |

### 曲解説
1. A面で恋をして
  - 原曲は1981年10月21日に発売されたナイアガラ・トライアングルのシングルA面曲。
2. ベジタブル〈duet with 大貫妙子〉
  - 原曲は1985年2月5日に発売された大貫妙子のシングルA面曲。
3. 小麦色のマーメイド
  - 原曲は1982年7月21日に発売された松田聖子のシングルA面曲。
4. 二人の果て〈duet with 小山田圭吾〉
  - 原曲は1994年11月18日に発売された坂本龍一 featuring 今井美樹のシングル表題曲。
5. 新しいシャツ
  - 原曲は1980年7月21日に発売された大貫妙子のアルバム『ROMANTIQUE』収録曲。
6. A Doodlin' Song〈duet with 細野晴臣〉
  - 原曲は1958年にアメリカの俳優ジャッキー・クーパーが歌った楽曲。
7. 花咲く旅路
  - 原曲は1991年6月1日に発売された原由子のアルバム『MOTHER』収録曲。
8. ping-pong〈duet with 土岐麻子〉
  - 原曲は原田のアルバム『L'Heure Bleue』に収録。
9. ユー・メイ・ドリーム
  - 原曲は1979年12月5日に発売されたシーナ&ザ・ロケッツのシングルA面曲。
10. あなたから遠くへ
  - 原曲は1972年9月1日に発売された金延幸子のアルバム『み空』収録曲。
11. Winter Lullaby
  - コンピレーション・アルバム『Candle Lights』収録曲「冬のこもりうた」の英語詞ヴァージョン。

## シングルレコード
「恋愛小説3 〜You & Me（e.p.）」(れんあいしょうせつ3 ユー・アンド・ミー イー・ピー) は、2020年11月18日に発売された原田知世の7インチ・シングルレコード。規格品番はUCKJ-9008。

### 概要
カバー・アルバム『恋愛小説3 〜You & Me』からのシングルカット。A面にナイアガラ・トライアングルのカバー「A面で恋をして」、B面にはアメリカの俳優ジャッキー・クーパーほか多くの歌手に歌われている楽曲「A Doodlin' Song」のカバーを細野晴臣とのデュエットバージョンで収録している。

#### 収録曲
| 全編曲: 伊藤ゴロー。 |                     |                  |                  |
| #                    | タイトル            | 作詞             | 作曲             |
| A.                   | 「A面で恋をして」   | 松本隆           | 大瀧詠一         |
| B.                   | 「A Doodlin' Song」 | キャロリン・リー | サイ・コールマン |

## 参加ミュージシャン
- 原田知世：Vocals
- 伊藤ゴロー：Acoustic & electric guitars, keyboards, drums, programming
- 佐藤浩一[9]：Acoustic piano, Fender Rhodes
- 鳥越啓介：Acoustic & electric bass
- みどりん：Drums
- 角銅真実[10]：Percussion
- 藤田淳之介[11]：Tenor & baritone saxophones
- 伊藤彩ストリングスカルテット
伊藤彩[12]：1st violin
納富彩歌：2nd violin
三木章子[13]：Viola
結城貴弘[14]：Cello
- SARA：Background vocals, voice
- TAIMACK：Background vocals